# Araco
Araco (in greco antico: Ἄρακος?, Àrakos; Sparta, V secolo a.C. – dopo il 369 a.C.) è stato un politico e ammiraglio spartano.

## Biografia
Eletto eforo nel 409 a.C., Araco venne nominato ammiraglio della flotta spartana nel 405 a.C., con Lisandro come vice, anche se tutto il potere spettava in realtà a quest'ultimo; questo espediente fu utilizzato perché le leggi spartane non permettevano di ricoprire due volte una stessa carica.
Nel 398 a.C. Araco fu mandato in Asia Minore per ispezionarvi lo stato delle cose e per prolungare il comando di Dercillida.
Nel 369 a.C., invece, fu inviato come ambasciatore ad Atene. Dopo quell'anno non se ne hanno più notizie.